# Helicon home colony
La Helicon Home Colony est un projet de communauté utopique créé par  Upton Sinclair à  Englewood  dans le New Jersey, avec les revenus tirés de son roman La Jungle. Établie en octobre 1906, la colonie est ravagée par un incendie en mars 1907 et est démantelée.
Dans un article de The Independent du 14 juin 1906, Sinclair expose son projet d’une communauté à moins d’une heure de New-York.  Suivant le modèle proposé par Charlotte Perkins Gilman dans The Home, Sinclair cherche des auteurs, des artistes et des musiciens, des éditeurs et des professeurs et des travailleurs manuels qui voudraient éviter les corvées de la vie domestique. Une ferme communautaire est prévue pour subvenir aux besoins en viandes, lait et légumes. La nourriture sera servie dans une salle commune et les enfants élevés dans crèches et bâtiments séparés en fonction de leurs âges, la communauté serait dirigée par un conseil de membres. Bien que Sinclair ne voyait pas cette communauté comme une expérience socialiste, il estime que ceux qui voudraient y participer devraient avoir de la sympathie pour le socialisme. Il imagine 100 familles sur une surface de 400 acres (environ 1.6 km²).
Un meeting public a lieu le 17 juillet 1906 dans un théâtre new-yorkais, le Lyceum Theatre. Environ trois-cents personnes y assistent, Sinclair y expose son projet de communauté, annonce que 44 personnes ont déjà répondu positivement à son appel, des questions pratiques sont discutées, un comité provisoire est élu avec Gaylord Wilshire (en) comme trésorier. Sinclair annonce également que 50 000 dollars ont déjà été réunis pour l'achat des terres.
Dans la nuit du 16 mars 1907 la colonie prend feu. Dans l'incendie un des membres de la communauté le charpentier Lester Briggs meurt, plusieurs sont blessés. Sinclair déclare au New York Times qu'il pense que l'incendie est criminel et est lié au trust de l'acier sur lequel il enquêtait à ce moment. Environ 70 personnes vivaient à Helicon Hall au moment de l'incendie.